# Ioneasa
Ioneasa – wieś w Rumunii, w okręgu Suczawa, w gminie Vadu Moldovei. W 2011 roku liczyła 364 mieszkańców. 